# Slušni sistem
Slušni sistem je senzorni sistem za čulo sluha. On obuhvata senzorne organe (uši) i slušne delove senzornog sistema.

## Pregled sistema
Spoljašnje uvo usmerava zvučne vibracije do bubne opne, povećavajući zvučni pritisak u srednjem frekvencijskom opsegu. Kosti srednjeg uva dodatno povećavaju pritisak vibracije oko 20 puta. Podnožje stuba vibrira u pužu kroz ovalni prozor, koja vibrira perilimfnu tečnost (prisutnu u unutrašnjem uvu) i uzrokuje da se okrugli prozor izboči kada se ovalni prozor ispupči ka unutra.
Vestibularni i timpanski kanali su ispunjeni perilimfom, a manji kohlearni kanal između njih je napunjen endolimfom, tečnošću sa znatno različitom jonskom koncentracijom i naponom. Vibracije perilifne vestibularne cevi savijaju organ Kortijevih spoljašnjih ćelija (4 linije) izazivajući oslobađanje prestina u vrhovima ćelija. To uzrokuje da ćelije budu hemijski izdužene i skupljene (somatski motor), i da se snopovi dlake pomeraju, što zauzvrat električno utiče na kretanje bazilarne membrane (motor snopa dlake). Ovi motori (spoljne ćelije dlake) pojačavaju amplitude putujućeg talasa preko 40 puta. Spoljne ćelije dlake (engl. outer hair cells - OHC) su minimalno inervirane spiralnim ganglionom u sporim (nemijelinovanim) recipročnim komunikacijskim snopovima (30+ dlaka po nervnom vlaknu); ovo se razlikuje od unutrašnjih ćelija dlake (engl. inner hair cells - IHC) koje imaju samo aferentnu inervaciju (30+ nervnih vlakana po jednoj dlaci), ali su jako povezane. Postoji tri do četiri puta više OHC-a od IHC-a. Bazilarna membrana (BM) je barijera između skala, duž ivice IHC-a i OHC-a. Širina i krutost bazilarne membrane razlikuju se radi kontrole frekvencija koje IHC najbolje može da oseti. Kod kohlearne baze BM je u svom najužem i najkrućem segmentu (visoke frekvencije), dok je na kohlearnom vrhu najšira i najmanje kruta (niske frekvencije). Tektorijalna membrana (TM) pomaže u olakšanju kohlearne amplifikacije stimulišući OHC (direktno) i IHC (putem endolimfnih vibracija). TM širina i krutost paralelni su sa BM i slično pomaže u diferencijaciji frekvencija.
Gornji olivarni kompleks (engl. superior olivary complex - SOC) prva je konvergencija levog i desnog kohlearnog pulsa. SOC ima 14 opisanih jezgara; njihova skraćenica se koristi ovde (pogledajte gornji olivarni kompleks za njihova puna imena). MSO određuje ugao iz kojeg zvuk dolazi merenjem vremenskih razlika u levim i desnim informacijama. LSO normalizuje nivoe zvuka između ušiju; on koristi intenzitet zvuka da pomogne u određivanju ugla zvuka. LSO inervira IHC. VNTB inervira OHC. MNTB inhibira LSO putem glicina. LNTB su imuni na glicin, i oni se koriste za brzu signalizaciju. DPO su visokofrekventni i tonotopični. DLPO su niskofrekventni i tonotopični. VLPO imaju istu funkciju kao DPO, ali deluju u drugom području. PVO, CPO, RPO, VMPO, ALPO i SPON (inhibirani glicinom) su različita signalna i inhibirajuća jezgra.
Trapezoidno telo je mesto na kome se većina vlakana kohlearnog jezgra (CN) odvaja (prelazi levo na desno i obrnuto); ovo ukrštanje pomaže u zvučnoj lokalizaciji. CN se lomi na ventralnu (VCN) i dorzalnu (DCN) regiju. VCN ima tri jezgra. Žbunaste ćelije prenose informacije o hronologiji, a njihov oblik je prosečan vremenski ritam. Zvezdane ćelije kodiraju zbučne spektare (pikovi i doline) pomoću brzine prostornog neuronskog ativiranja na osnovu ulazne zvučne snage (a ne frekvencije). Oktopusne ćelije imaju skoro najbolju vremensku preciznost pri ispaljivanju. One dekodiraju kod slušnog tajminga. DCN ima 2 jezgra. DCN takođe dobija informacije od VCN-a. Fusiformne ćelije integrišu informacije kako bi odredile spektralne znakove za lokacije (na primer, da li zvuk potiče od napred ili iza). Svako kohlearno nervno vlakno (30 000+) ima najosetljiviju frekvenciju i reaguje u širokom rasponu nivoa.
Pojednostavljeno, signali nervnih vlakana se preko žbunastih ćelija prenose do binauralnih područja u olivarskom kompleksu, dok pikove i doline signala beleže zvezdaste ćelije, a hronologiju signala ekstrahuju oktopusne ćelije. Lateralni lemniskus ima tri jezgra: dorsalna jezgra najbolje reaguju na bilateralni unos i imaju složeno podešene odgovore; srednja jezgra imaju široke prilagođavajuće odgovore; i ventralna jezgra imaju široke i umereno složene krive podešavanja. Ventralna jezgra lateralnog lemniska pomažu donjem kolikulu (engl. inferior colliculus - IC) da dekodira amplitude modulisanih zvukova davanjem i faznih i toničnih responsa (kratke i duge note, respektivno). IC prima ulaze koji nisu prikazani, uključujući vizuelna (pretektno područje: pomeranje očiju na zvuk, gornji kolikulus: orijentacija i ponašanje prema objektima, kao i pokreti oka (sakade)) područja, Varolijev most (gornja cerebelarna stabljika: talamus do moždane veze/čuje zvuk i nauči bihevioralni respons), kičmenu moždinu (periakvaeduktalna siva masa: čuje zvuk i vrši instinktivne pokrete) i talamus. Navedeno je ono što implicira IC u 'upadljivom odgovoru' i okularnim refleksima. Pored multisenzorne integracije, IC reaguje na specifične amplitude frekvencijske modulacije, omogućavajući detekciju visine tona. IC takođe određuje vremenske razlike u binauralnom sluhu. Medijalno genikulirano jezgro deli se na ventralno (relejne i relejno-inhibitorne ćelije: frekvencija, intenzitet i binauralna informacija se topografski prenose), dorzalno (široka i kompleksno podešena jezgra: veza sa somatosenzornim informacijama) i medijalno (široka, kompleksna i usko podešena jezgra: intenzitet releja i trajanje zvuka). Slušni korteks (engl. auditory cortex - AC) unosi zvuk u svest/percepciju. AC identifikuje zvuke (prepoznavanje naziva zvuka) i takođe identifikuje lokaciju izvora. AC je topografska frekvencijska mapa sa snopovima koji reaguju na različite harmonije, tajminig i visinu. AC na desnoj strani je osetljiviji na tonalnost, dok je AC na levoj strani osetljiviji na male sekvencijalne razlike u zvuku. Rostromedijalni i ventrolateralni prefrontalni korteksi su uključeni u aktivaciju tokom tonalnog prostora i čuvanje kratkoročnih memorija, respektivno. Hejčov girus/poprečni temporalni girus uključuje Vernikovo područje i funkcionalnost, snažno je uključen u procese emocija-zvuka, emocione izraze lica i procese zvučne memorije. Entorinalni korteks je deo 'sistema hipokampusa' koji pomaže i čuva vizuelne i slušne memorije. Supramarginalni girus (SMG) pomaže u razumevanju jezika i odgovoran je za saosećajne odgovore. SMG povezuje zvuke sa rečima putem ugaonog girusa i pomaže u izboru reči. SMG integriše taktilne, vizuelne i slušne informacije.

## Literatura
- Kandel, Eric R. (2012). Principles of Neural Science. New York: McGraw-Hill. ISBN 978-0-07-139011-8. OCLC 795553723.

## Spoljašnje veze
- Lincoln Gray. „Chapter 13: Auditory System: Pathways and Reflexes”. Neuroscience Online, the Open-Access Neuroscience Electronic Textbook. The University of Texas Health Science Center at Houston (UTHealth). Архивирано из оригинала 12. 11. 2016. г. Приступљено 27. 4. 2014.